# Ultraleichtfluggelände Crawinkel

i7
i11
i13
Das Ultraleichtfluggelände Crawinkel liegt im Ortsteil Crawinkel der Stadt Ohrdruf im Landkreis Gotha in Thüringen. Der Platzhalter und Betreiber ist die LCT Luftsportzentrum Crawinkel GmbH.

## Lage
Das Ultraleichtfluggelände liegt etwa 2 km östlich von Crawinkel.

## Flugbetrieb
Das Ultraleichtfluggelände besitzt eine Betriebsgenehmigung für Luftsportgeräte und Freiballone. Es ist mit einer 500 m langen und 30 m breiten Start- und Landebahn aus Gras (Richtung 05/23) ausgestattet. Als Startarten für nichtselbststartfähige Luftsportgeräte sind Windenstart und Ultraleichtflugzeugschlepp zugelassen. Das Ultraleichtfluggelände dient dem Betrieb mit Luftfahrzeugen des Platzhalters sowie Dritter mit vorheriger Zustimmung des Platzhalters (PPR). Das Gelände wird auch vom Luftsportverein Crawinkel e. V. benutzt.

## Geschichte
Das Ultraleichtfluggelände Crawinkel wurde am 29. Februar 2000 genehmigt. Die Genehmigung war ursprünglich bis zum 31. März 2001 befristet. Die Betriebsaufnahme wurde zum 1. Januar 2001 gestattet. Die Genehmigung wurde am 8. Februar 2001 bis zum 31. Dezember 2003 verlängert. Sie wurde am 12. Dezember 2003 unbefristet verlängert.